# Nicani
Nicani – wieś w Rumunii, w okręgu Suczawa, w gminie Zamostea. W 2011 roku liczyła 525 mieszkańców. 